# Петтер Нуртуг
Петтер Нуртуг (норв. Petter Northug, 6 січня 1986) — норвезький лижник, дворазовий олімпійський чемпіон.
Для Нуртуга характерний надзвичайно швидкий фінішний спурт.

## Зимові Олімпійські ігри 2010
На Олімпіаді у Ванкувері Нуртуг розпочав із 41 місця в гонці на 15 км вільним стилем.  У спринті він здобув бронзову медаль. У дуатлоні 15+15 км йому не пощастило, оскільки він зламав лижну палицю на останніх кілометрах дистанції. Хоча йому дали іншу палицю, але вона виявилася набагато коротшою, тому фінішного спурту не вийшло. У командному спринті разом із Ойстейном Петтерсеном Нуртугу врешті пощастило здобути свою першу золоту олімпійську медаль. В естафеті 4x10 км він виступав на заключному четвертому етапі, одержавши естафету із відставанням у 37,5 с від лідерів. Йому майже вдалося ліквідувати відставання і здобути для команди срібні медалі, хоча шведська збірна фінішувала першою із значним відривом. Свою другу золоту олімпійську медаль, цього разу індивідуальну, Нуртуг виграв у найпрестижнішій гонці на 50 км класичним стилем. 